# Tommy Burns (Boxer)
Tommy Burns (eigentlich Noah Brusso; * 17. Juni 1881 in Chesley, Ontario, Kanada; † 10. Mai 1955 in Vancouver, B.C.) war ein kanadischer Boxer und Weltmeister im Schwergewicht von 1906 bis 1908.
Burns führte ein bewegtes Leben, so zog er zum Beispiel im Jahre 1904 einmal zum Klondike, um sich eine Goldmine, die er beim Poker gewonnen hatte, anzusehen. Dabei traf er den legendären Mike Mahoney und erreichte im Kampf mit diesem immerhin ein Unentschieden.
Seinen Weltmeistertitel holte er sich im Kampf gegen Marvin Hart, am 23. Februar 1906 in Los Angeles, nach 20 Runden (Punktsieg). Den Titel verteidigte er elfmal in weniger als zwei Jahren. Er verlor ihn wieder am 26. Dezember 1908 gegen Jack Johnson in Rushcutter's Bay (Australien) in vierzehn Runden. Dabei brach er Johnson, der als haushoher Favorit galt, zwei Rippen.
Seinen letzten Kampf bestritt er gegen Joe Beckett in London am 16. Juli 1920. Er verlor durch K. o. in Runde 7.
1996 fand Burns Aufnahme in die International Boxing Hall of Fame.